# Nechita-Adrian Oros
Nechita-Adrian Oros, né le 9 juillet 1965 à Gherla est un député roumain, membre Parti national libéral (PNL). Le 4 novembre 2019 il devient ministre de l'Agriculture et du Développement rural.

## Biographie
Nechita-Adrian Oros naît le 9 juillet 1965 à Gherla.
Il est diplômé de la faculté de médecine vétérinaire (1984-1989), titulaire d'un doctorat en sciences médicales - médecine vétérinaire.
Il est député depuis 2012.
En novembre 2019 il devient ministre de l'Agriculture et du Développement rural.